# Fichier national des incidents de remboursement des crédits aux particuliers
En France, le fichier national des incidents de remboursement des crédits aux particuliers (ou FICP) liste l'ensemble des personnes ayant été par le passé incapables de rembourser à échéance un crédit. Il est géré par la Banque de France. Si une inscription au FICP n'entraîne pas automatiquement l'interdiction de prêt, ce motif peut néanmoins être utilisé par un établissement de crédit pour refuser l'ouverture d'un compte ou la mise en place d'un crédit ou de moyens de paiement. En ce sens, ce fichier constitue le volet préventif du dispositif de traitement du surendettement.

## Alimentation et informations contenues dans le FICP

### Inscription au FICP
Un particulier est inscrit au FICP dans les cas suivants :
- Le non-paiement à l'échéance de deux mensualités de crédit (trois avant 2004), suivi de l'envoi d'une lettre de mise en demeure qui déclenche un délai de 30 jours permettant au débiteur de régulariser sa situation.
- Une échéance impayée pendant plus de 60 jours plus le délai de 30 jours suivant la mise en demeure ;
- Si, dans le cadre d'un crédit sans échéance préfixée (par exemple un découvert) de 500 € ou plus, l'impayé dépasse 60 jours après la mise en demeure de payer par l'établissement prêteur ;
- Lorsque la banque a prononcé la déchéance du terme, c'est-à-dire que, à la suite d'un ou plusieurs incident(s), elle vous demande de rembourser l'intégralité du crédit.
- Un dépôt de dossier de surendettement à la Commission de Surendettement provoque d'emblée l'inscription du demandeur sur ce fichier, ce qui complique tout recours ultérieur au crédit durant la durée d'inscription.

À noter :
- Tant qu’un incident sur un crédit reste enregistré au FICP un nouvel incident sur ce même crédit n’est pas déclaré
- Afin d’éviter le surendettement et par sécurité pour la banque mais aussi pour son client, une nouvelle demande de crédit de la part d'une de ces personnes sera généralement refusée mais l'inscription au FICP n'interdit pas en soi d'accorder un crédit.

### Sortie du FICP
Un particulier inscrit au FICP peut en sortir de différentes manières.
S'il est propriétaire d'un bien immobilier : 
- vente d'un ou plusieurs biens immobiliers ;
- vente à réméré dans l'optique d'un rachat à court terme d'un bien immobilier ;
- commission de surendettement ;
- remboursement des dettes par rachat de crédit.

Sinon :
- remboursement des dettes par rachat de crédit ou tout autre moyen à sa convenance.

### Information de l'intéressé
- La banque informe son client que l'incident sera déclaré à la Banque de France pour inscription au FICP s'il ne régularise pas sa situation dans un délai d'un mois, soit en réglant la (ou les) mensualité(s) impayée(s) si la déchéance du terme n'a pas été prononcée, soit en remboursant en une seule fois l'intégralité du crédit si la déchéance du terme a été prononcée.

### Informations contenues dans le FICP
Dans tous les cas :
- Nom, prénoms, sexe, date et lieu de naissance de l'intéressé

Pour un défaut de remboursement de crédit, pour chaque incident :
- Nom de l'établissement ficheur
- Nature du crédit (personnel, découvert, revolving, ...etc)
- Date du fichage
- Date de radiation en cas d'absence de régularisation

Pour un dossier de surendettement:
- Date du dépôt du dossier.
- Les mesures prises par la commission si elle a déclaré le dossier recevable (redressement, liquidation, effacement partiel ou total de dettes...)
- Date de mise en place de ces mesures.
- Durée des mesures et durée d'inscription au FICP

### Durée d'inscription dans le FICP et radiation
Pour un incident de remboursement de crédit:
- La durée du fichage est de 5 ans maximum à compter de la dernière inscription ;
- Toute régularisation d'incident entraîne automatiquement la radiation de la personne du fichier. L'intéressé sera donc complètement radié du fichier s'il régularise tous les incidents.

Pour un dossier de surendettement:
- En cas de plan de redressement sans effacement de dettes (c'est-à-dire si la commission a négocié un rééchelonnement des dettes avec les différents prêteurs, professionnels ou particuliers), l'intéressé restera inscrit pendant toute la durée du plan, mais pour une durée de 7 ans maximum. Il est automatiquement radié du fichier à la fin du plan, ou au bout de 5 ans si le plan a été exécuté sans incident.

- procédure de rétablissement personnel ou de faillite civile: inscription de 5 ans..

### Remarques
La Banque de France agit en tant que gestionnaire du fichier, elle ne peut annuler, elle seule, le fichage.

## Consultation du FICP, droit d'accès et de rectification

### Consultation par la banque
Une banque consultant le FICP pour voir si un client n'y est pas inscrit a accès aux informations suivantes en cas de fichage :
- Nombre et nature des crédits concernés
- Nombre d'établissements ficheurs

À noter : 
- Les banques peuvent accéder aux données et fichiers de la Banque de France avec Synapse, ce qui a pour but d'avoir pour l'établissement de prêt l'information en temps réel. En conséquence il n'y a plus de délai de mise à jour pour une radiation ou une entrée au FICP. Une personne pourra demander un prêt au 1er avril si sa date de radiation est au 31 mars
- En théorie, une banque ne peut consulter ce fichier que si son client lui sollicite un emprunt (crédit à la consommation, crédit immobilier). Il peut le consulter également pour une ouverture de compte sans autorisation de découvert, ou pour la délivrance de moyens de paiements . Les établissements sont autorisés à le consulter également dans le cas d'une "étude de risque". Rares en effet sont les banques qui acceptent d'ouvrir des comptes aux personnes FICP, ou à leur délivrer des moyens de paiement autres que des cartes à autorisation systématique.

### Droit d'accès par l'intéressé
Conformément aux dispositions de la Loi no 78-17 dite « informatique et libertés », vous pouvez accéder aux informations vous concernant inscrites sur ce fichier. 
Pour ce faire, vous pouvez vous présenter, muni d’une pièce d’identité portant votre photographie , auprès d’une agence de la Banque de France, ou adresser votre demande par courrier accompagné d’une photocopie de votre pièce d’identité signée, à une agence de la Banque de France. 
(Trouver l’agence la plus proche de mon domicile https://www.banque-france.fr/la-banque-de-france/organisation/implantations-de-la-banque.html ) 
Pour en savoir plus sur le FCC et « informatique et libertés » https://www.banque-france.fr/pied-de-page/infos-legales/liste-par-themes/cheques-et-cartes-bancaires.html
Conformément aux dispositions légales spécifiques au FICP, les renseignements suivants vous concernant vous seront imprimés :
- nom de l'établissement de crédit ayant demandé votre inscription ou de la commission de surendettement ayant traité votre dossier.
- la nature de l'inscription : incident de paiement (nature du crédit, référence du prêt) ou dossier de surendettement ;
- la date de fin d'inscription.

En joignant à son courrier une copie de sa pièce d'identité et sans oublier de signer son courrier.
Dans un court délai, la Banque de France vous envoie un document complet sur votre situation.
Source : site internet de la banque de France, vu sur le dépliant remis par celle-ci, et téléchargeable depuis leur site.

### Droit de rectification par l'intéressé
Les personnes qui souhaitent contester et, le cas échéant, faire rectifier les informations recensées à leur nom doivent présenter une requête auprès de l’organisme à l’origine de l’inscription. Si la réclamation concerne un incident de paiement caractérisé, le demandeur est invité à s’adresser directement à l’établissement déclarant. Lorsque la contestation porte sur le contenu d’une inscription au titre de la procédure de traitement des situations de surendettement, la requête est transmise pour examen au secrétariat de la commission de surendettement chargé du traitement du dossier. 
Si ces demandes n’aboutissent pas, les personnes peuvent adresser leur demande au service gestionnaire :
| Banque de France SFIPRP Section relation avec le Public CS 90000 86067 POITIERS CEDEX 9. |

.
En décembre 2016, ce fichier comporte 2,6 millions de personnes inscrites.